# Aixantilàndia
Aixantilàndia o Ashantiland, és el nom donat a les terres del poble aixanti al golf de Guinea. El territori s'estén per la frontera entre el riu Volta Negre al nord; Llac Volta, a l'est; el Golf de Guinea i l'oceà Atlàntic al sud, i Costa d'Ivori a l'oest. És el nom akan documentat més antic de la zona que habiten, i dataria del segle xii en la seva versió akan Asanteman. Erròniament els anglesos van traduir Asanteman que corresponia a la nació (el poble) i al seu l'estat, com un nom de país, "Ashantiland" (Terra Aixanti) i el van donar no a la nació (els aixantis) ni a l'estat (Imperi o Regne Aixanti) sinó al país o territori (o més exactament al territori de la Confederació Aixanti).
Ashantilàndia comprèn les sis entitats regionals on predominen els aixantis: Regió Aixanti (Regió Ashanti), regió de Brong-Ahafo, regió Central, regió Oriental, regió de Gran Accra i la regió Occidental. Aixantilàndia no té entitat administrativa governamental, i és de fet una regió cultural de la nació aixanti (Ashantiman) i una àrea lingüística (Sud de Ghana) que es defineix per les tradicions i la llengua aixanti, dialecte de la llengua akan. La majoria de la població de parla aixanti en aquesta regió (que no és la totalitat de la població), s'identifiquen com aixantis.
Els akan ashanti coneguts com a Bonoman es van establir a Brong-Ahafo al segle xi i se'ls atribueix la fundació de gran part de la cultura i els costums de tota la regió cultural; l'auge de l'or als segles xii i xiii va portar riquesa a Ashantiland. Durant les diferents fases de l'antic Regne de Bonoman una part de la població va emigrar per crear nombrosos estats en altres parts del que avui és la regió lingüística i cultural de Ashantiland, tots basats en l'economia de l'or i altres minerals, i el comerç dels cultius de cacau; aquests estats foren força rics i en última instància va conduir a la fundació i auge del poderós imperi Aixanti, pel rei (Asantehene) Osei Tutu I (1680-1717): un dels regnes, el regne Aixanti, va arribar a l'hegemonia establint una Confederació de regnes akans coneguda com a Imperi Aixanti. Després de cinc enfrontaments amb els britànics al segle xix, la Confederació fou dissolta el 1896 i el regne suprimit; el territori va quedar sota domini militar durant quatre anys fins que es va declarar el protectorat el 1901. En la darrera guerra el rei Prempeh I havia estat enviat a l'exili i encara que va poder tornar el 1924 va morir (1931) abans que el regne fos restablert; el regne fou restaurat el 31 de gener de 1935 i un nebot seu, Prempeh II va ser reconegut rei, però sense poder; tot i així 185 caps li van jurar fidelitat i formalment es va restablir la confederació.
El 6 de març de 1957, sota el rei (Asantehene) Osei Tutu Agyeman Prempeh II el regne d'Aixanti abraçant la regió d'Aixanti (regne d'Aixanti propi) i nominalment els caps fidels de la resta del Aixantilàndia va entrar en una unió estatal després de la descolonització de la Costa d'Or Britànica pel Regne Unit, i es va unir a la regió del Volta (nomenat formalment Togo Britànic o Togolàndia) i el Regne de Dagbon (Territoris del Nord de la Costa d'Or) per formar l'estat sobirà de Ghana.
El principal partit aixanti d'Aixantilàndia és el New Patriotic Party (NPP) fundat el 1992, i dirigit per Nana Akufo-Addo, que des de 2001 és el partit dominant i és de base aixanti; els altres partits són el Convention People's Party (CPP) fundat el 1949 per Kwaneh Nkrumah (de base fante) i el Progressive People's Party (PPP) fundat el 2011 per Paa Kwesi Nduom.